# Przełęcz świętego Mikołaja
Przełęcz świętego Mikołaja – zalesiona przełęcz, położona na terenie Łysogór w Górach Świętokrzystkich na wysokości 544 m n.p.m., znajdująca się na terenie Świętokrzyskiego Parku Narodowego. Kiedyś prowadziła tędy droga, łącząca pobliskie miejscowości: Kakonin i Wolę Szczygiełkową. Miejsce to musiało uchodzić za niebezpieczne, gdyż postawiono tu kapliczkę pod wezwaniem świętego Mikołaja – patrona pielgrzymów i podróżnych.

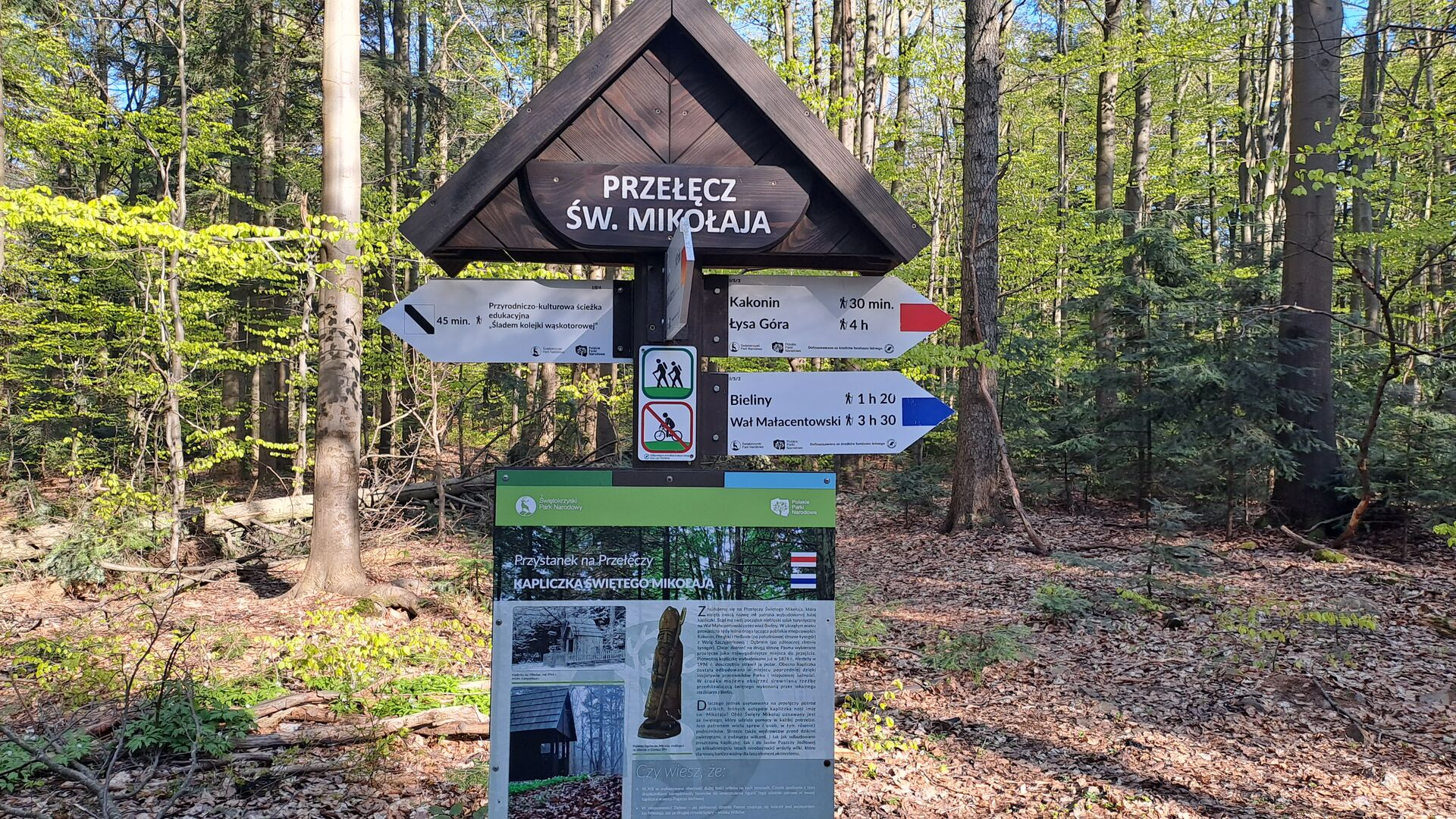

## Szlaki turystyczne
- Główny Szlak Świętokrzyski im. Edmunda Massalskiego z Gołoszyc do Kuźniaków na odcinku: Święta Katarzyna – Łysica – Przełęcz św. Mikołaja – Kakonin – Huta Szklana (Przełęcz Hucka) – Łysa Góra – Trzcianka – Kobyla Góra – Paprocice
- Przełęcz św. Mikołaja – Kakonin – Bieliny – Duża Skała – Wał Małacentowski
- ścieżka edukacyjna „Na przełęcz św. Mikołaja” - Przełęcz świętego Mikołaja - Przystanek "Trójkąt" (Ścieżka edukacyjna  „Śladem kolejki wąskotorowej”)[1][2]